# Каркаев, Алим Абдул-Керимович
Алим Абдул-Керимович Каркаев (28 января 1985, Нальчик, Кабардино-Балкарская АССР, СССР) — российский футболист, играл на позициях полузащитника и нападающего.

## Карьера
В футбол пришёл в восемь лет. Первый тренер — Григорий Рубенович Ватьян. Также занимался у Гии Лобжанидзе и Анатолия Алдышева. В 15 лет поехал в Краснодар, где поступил в школу-интернат, а потом подписал свой первый профессиональный контракт с «Краснодаром-2000», но Алима сразу отправили в аренду в черкесский «Нарт», где отыграл полгода и вернулся. В 2005 году играл за «Чкаловец». В 2006 году перешёл в «Кубань», за которую дебютировал 16 октября того года в выездном матче против белгородского клуба «Салют-Энергия», выйдя на 50-й минуте встречи на замену Виктору Земченкову он отдал два голевых паса, став лучшим игроком матча. В 2008 году провёл сезон в аренде в махачкалинском «Анжи». В 2009 году перебрался в новороссийский «Черноморец», откуда на следующий сезон был отдан в аренду в «Торпедо» Армавир. В 2011 году играл за «Тюмень». В 2012 году перешёл в «Ангушт». С 2014 по 2018 годы играл за «Спартак-Нальчик».

## Достижения
«Кубань»
- Серебряный призёр первого дивизиона (выход в Премьер-Лигу): 2006